# Changwu

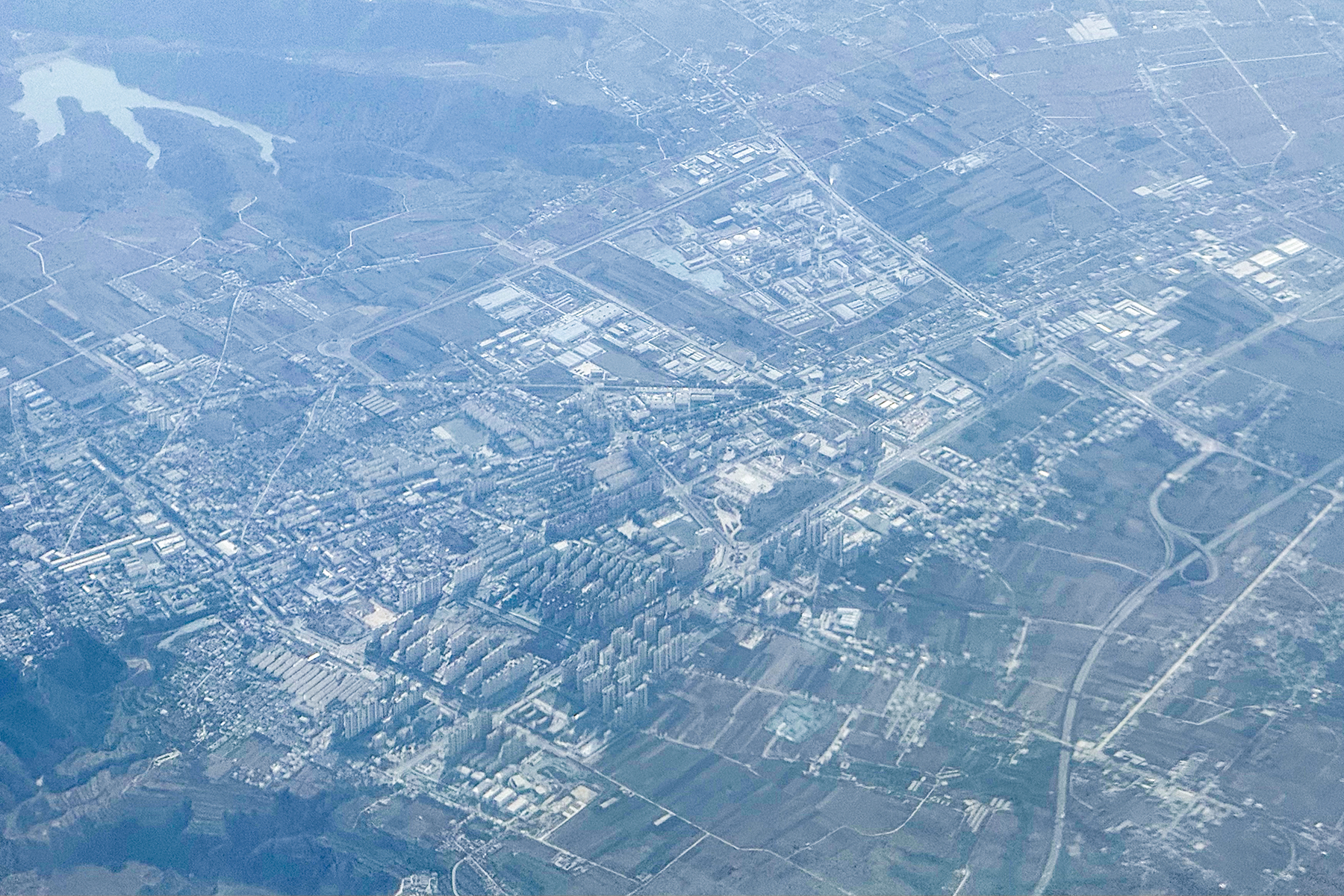
Luftaufnahme des Landkreises Changwu, Shaanxi (2024)

Changwu (chinesisch 长武县, Pinyin Chángwǔ Xiàn) ist ein Kreis der bezirksfreien Stadt Xianyang der Provinz Shaanxi in der Volksrepublik China. Die Fläche beträgt 570 Quadratkilometer und die Einwohnerzahl 148.404 (Stand: Zensus 2020). 1999 zählte Changwu 169.840 Einwohner.
Die im Kreisgebiet gelegene Haupthalle des Zhaoren-Tempels (昭仁寺大殿, Zhāorén sì dàdiàn) und die Nianzipo-Stätte (碾子坡遗址, Niǎnzipō yízhǐ) aus dem Neolithikum und der Zeit der Westlichen Zhou-Dynastie stehen seit 1988 bzw. 2013 auf der Liste der Denkmäler der Volksrepublik China.